# Salvia obtusata
Salvia obtusata is een plant uit de lipbloemenfamilie (Lamiaceae of Labiatae) die endemisch is voor Zuid-Afrika. Ze komt er voor in de provincie Oost-Kaap, in het gebied van Port Elizabeth tot Grahamstad. In de Rode Lijst van Zuid-Afrikaanse planten (2013) wordt deze soort aangeduid als kwetsbaar wegens habitatverlies door voortschrijdende bebouwing.
Carl Peter Thunberg beschreef deze soort in 1800, zonder aanduiding van vindplaats, in deel 2 van zijn Prodromus plantarum Capensium.

## Synoniem
Salvia marginata E. Mey. 1838